# Friedensbrücke (Weil am Rhein)
Die Friedensbrücke in der baden-württembergischen Stadt Weil am Rhein verbindet ihre Ortsteile Friedlingen und Leopoldshöhe miteinander. Sie führt die Bundesstraße 317 über die Gleisfläche des darunterliegenden, nördlich von der Brücke gelegenen Bahnhof Weil am Rhein und unterführt die in diesem Abschnitt parallel zur Bahnlinie verlaufende Bundesstraße 3. Am östlichen Ende der Brücke befindet sich das Einkaufszentrum Einkauf-Insel.

## Geschichte
Die Brücke würde ursprünglich 1908 unter dem Namen Wilhelmsbrücke von der Deutschen Eisenbahn-Gesellschaft errichtet. Kurz vor Ende des Zweiten Weltkrieges sprengte die deutsche Wehrmacht die Brücke. Nach der Sanierung konnte sie am 21. Dezember 1950 wieder für den öffentlichen Verkehr freigegeben werden. Dabei erhielt sie auch ihren heutigen Namen.
Im Juli 2013 wurde nördlich und parallel zur Friedensbrücke eine weitere Brücke für die grenzüberschreitende Straßenbahn (→ Ehemalige Gemeinschaftslinie mit der SWEG) zwischen Weil am Rhein und Basel errichtet. Sie wurde Ende 2014 fertiggestellt, welche seit dem 14. Dezember 2014 die Linie 8 der Basler Straßenbahnlinie über das Gleisbett der Regional- und Fernzüge führt.

## Architektur
Die Brücke überspannt drei Felder mit einem durchlaufenden Fachwerkträger mit geschwungenem Obergurt. Die Feldweiten betragen 60 Meter, 50,5 Meter und 60 Meter. Die genieteten Fachwerkträger haben einen Anstrich in dunklem Rot. Während die Ostrampe von der Weiler Innenstadt kommend geradewegs und ebenerdig auf die Brücke zuführt, steigt die Westrampe von Süden her aus dem tiefer liegenden Friedlingen an und vollzieht eine 90-Grad-Wendung, bevor sie auf die Brücke führt. An den Einfahrten an der West- und Ostseite ist der Name Friedensbrücke am Querträger zu lesen. Darunter hängt eine Laterne. Der motorisierte Verkehr läuft mittig zwischen den Fachwerkträgern, während an den Außenseiten jeweils ein Steg für Fußgänger und Fahrradfahrer bestaht. Diese Stege werden in den Abendstunden von Laternen beleuchtet, die an bogenförmigen, an den Trägern befestigten Auslegern hängen. An der Südseite führen zwei Freitreppen zur Gleisanlage des Güterbahnhofs hinab, die für das Dienstpersonal vorgesehen sind.